# Wittesheim
Wittesheim ist ein Gemeindeteil der Stadt Monheim im Landkreis Donau-Ries (Regierungsbezirk Schwaben, Bayern). Zur Gemarkung gehört neben dem Dorf selbst (199 Einwohner) noch Liederberg (43 Einwohner).

## Geographie
Das Pfarrdorf liegt etwa vier Kilometer nordöstlich von Monheim. Durch den Ort fließt der Bach Ehbrust und mündet südöstlich in die Gailach, einen Zufluss der Altmühl.

## Geschichte
Wittesheim ist eine sehr frühe Gründung. Nachgewiesen ist, dass bereits in den Jahren zwischen 1057 und 1075 die Ortskirche von Bischof Gundekar II. von Eichstätt geweiht worden ist. Von 1080 bis 1400 war Wittesheim Adelssitz.
Am 1. Mai 1978 wurde die bis dahin selbständige Gemeinde in die Stadt Monheim eingegliedert.

## Baudenkmäler
- Pfarrkirche St. Emmeram, neuromanisch, Neubau von 1842, Einwölbung des Chores und neue Altäre 1913/15

## Politik
Gewählter Stadtrat ist Andreas Wild (Monheimer Umlandliste).